# Fate/stay night
Fate/stay night е японско аниме, излязло през 2006 година в 24 епизода.
Студиото създало тази анимация е Studio Deen. Анимето е базирано на популярна японска игра.
Жанрово анимето се определя като екшън, драма, магия.

## Сюжет
Историята на анимето се развива около митологичния Свещен Граал. Свещеният Граал може да бъде материализиран и да стане видим само за тези, които наистина го желаят. Той избира седем мага, които да поведат битка. На разположение на всеки от тях е по един служител. Служителите са: Saber, Lancer, Archer, Rider, Caster, Assassin и Berserker.
Главният герой в анимето е загубил родителите си като дете и впоследствие е осиновен от маг. Един ден той случайно става свидетел на битка между двама служители и господарите им. Той бива спасен от Saber, която става негов служител. Така започва битката за Светия Граал.